# The Legend of Zelda: Twilight Princess HD
The Legend of Zelda: Twilight Princess HD (ゼルダの伝説 トワイライトプリンセス?, Zeruda no densetsu Towairaito purinsesu HD) è un videogioco per la console Wii U e versione rimasterizzata in HD di The Legend of Zelda: Twilight Princess, uscito originariamente per il Nintendo Gamecube e poi per Wii. Annunciato ufficialmente nel corso di un Nintendo Direct trasmesso il 12 novembre 2015, è il terzo gioco della serie The Legend of Zelda ad essere stato pubblicato per Wii U, dopo The Legend of Zelda: The Wind Waker HD e Hyrule Warriors.

## Trama
La trama del gioco prevede gli stessi avvenimenti dell'originale Twilight Princess, ma con una grafica migliorata e resa ad alta definizione.

## Modalità di gioco
Il gameplay di The Legend of Zelda: Twilight Princess HD è in gran parte invariato rispetto alle prime versioni del gioco. La prima novità consiste nell'aggiunta della "Modalità Eroica" (ripresa da The Legend of Zelda: Skyward Sword) che permetterà di giocare con lo sfondo invertito e ad un livello di difficoltà maggiore. La seconda riguarda l'uso degli amiibo, ognuno dei quali presenta una diversa funzione a seconda del supporto:
- Amiibo di Link e di Link Cartone: dispongono il giocatore di frecce.
- Amiibo di Zelda e Sheik: permettono il ripristino dei cuori a disposizione.
- Amiibo di Ganondorf: aumenta la difficoltà (Raddoppia i danni ricevuti).
- Amiibo di Link Lupo: fa accedere il giocatore all'"Antro oscuro", un nuovo dungeon, in cui sarà sottoposto ad una Sfida Bonus. Oltretutto i cuori salvati potranno essere trasferiti anche in The Legend of Zelda: Breath of the Wild[4].

## Accoglienza
| Testata                         | Giudizio |
| ------------------------------- | -------- |
| Metacritic (media al 17-3-2021) | 86/100   |
| GameSpot                        | 9/10     |
| IGN                             | 8,6/10   |
| Nintendo Life                   | 9/10     |
| Nintendo World Report           | 9/10     |
| Polygon                         | 8/10     |

Twilight Princess HD detiene un punteggio di 86/100 sull'aggregatore di recensioni Metacritic, indicando recensioni "generalmente favorevoli".
Il titolo ha ricevuto il premio Nintendo Game of the Year ai Golden Joystick Awards nel novembre 2016.

### Vendite
The Legend of Zelda: Twilight Princess HD ha venduto 52 282 copie durante la sua prima settimana di uscita in Giappone, posizionandosi al secondo posto nelle classifiche di vendita dei videogiochi. La settimana successiva raggiunse la nona posizione, vendendo altre 7 705 copie.